# Brian Easdale
Brian Easdale (Manchester, 10 de agosto de 1909 — 30 de outubro de 1995) é um compositor britânico. Venceu o Oscar de melhor trilha sonora na edição de 1949 por The Red Shoes.